# Elda Fezzi
Elda Fezzi (Graffignana, 10 gennaio 1930 – Cremona, 21 febbraio 1988) è stata una storica dell'arte e critica d'arte italiana.

## Biografia
Compie gli studi classici presso il Liceo Daniele Manin di Cremona dove ha come insegnanti Alfredo Puerari e Mario Monteverdi che la indirizzano verso la storia dell'arte. Si iscrive alla Facoltà di Lettere Moderne dell'Università di Bologna e frequenta i corsi di Roberto Longhi e Francesco Arcangeli. Nel 1953 si laurea con una tesi sul futurismo  (relatore Rodolfo Pallucchini).
Si iscrive all'Ordine dei giornalisti nel 1962.
Dal 1968 al 1988 insegna italiano presso l'Istituto Tecnico Industriale Torriani di Cremona. Negli anni Settanta è assistente del professore Alfredo Puerari per i corsi di Arte contemporanea presso la Facoltà di Magistero dell’Università di Parma, nella sede di Cremona

## Attività professionale
A 24 anni Inizia a lavorare come assistente di Rodolfo Pallucchini che nel 1962, in qualità di Segretario generale della Biennale di Venezia, le affida l'allestimento della sala dedicata allo scultore Alberto Giacometti. È l'inizio di una lunga collaborazione che la vedrà sempre legata sia all'AICA, Associazione internazionale dei critici d'arte, sia alla Biennale.
Nei primi anni Sessanta inizia l'attività di saggista e di storica dell'arte. Profonda conoscitrice della pittura dell'800 e '900, mostra grande attenzione anche ai pittori del '500 e del '600. Collabora al «Bollettino edito dalla Società per le Belle Arti ed Esposizione Permanente» di Milano e al «Bollettino della Unione Arte e Storia», rivista fondata a Roma nel 1908, scrivendo recensioni di mostre su Amedeo Modigliani, Giacomo Manzù e Renato Guttuso, sul futurismo e sulla Quadriennale (l’ottava).  Collabora anche con «Le Arti» (dal 1965 al 1976),  nella cui redazione entra a far parte negli ultimi anni, con «Nostro tempo. Cultura arte vita» fondato a Napoli nel 1952, con «Critica d'arte» di Firenze fondato da Carlo Ludovico Ragghianti nel 1967 e con «NAC» (Notiziario Arte Contemporanea) fin dalla nascita nel 1968.
Studia grandi artisti come Renoir, Gauguin, Picasso, Boccioni, Morandi, Giacometti, Archipenko, Moore ed entra a far parte del gruppo dei collaboratori della collana Classici dell'arte di Rizzoli con il volume dedicato a Renoir . Dedica grande attenzione anche a Medardo Rosso.
Contestualmente inizia l'attività di critica d'arte, con la presentazione di centinaia di artisti in gallerie private a Cremona e soprattutto in Emilia, Lombardia e Veneto, ma anche a Firenze e Roma. Recensisce mostre di artisti di grande rilevanza internazionale ospitate a Parigi, al Grand Palais, a Milano, alla  Galleria Permanente, a Trento al Palazzo delle Albere a Verona a Palazzo Forti, a Monza alla Villa Reale, a Genova a Villa Croce, a Zurigo, alla Kunsthaus, a Roma a Palazzo Venezia e alla Galleria d'arte moderna, ad Oslo, a Bologna al Museo Civico, al Centro Studi e Archivio della comunicazione dell'Università degli Studi di Parma, a Ferrara al Palazzo dei Diamanti e alla Galleria d'arte moderna di Palazzo Massari a Ferrara.
La profonda conoscenza dei fermenti artistici nazionali ed internazionali più aggiornati e la collaborazione, particolarmente assidua, con la galleria  Sanseverina di Parma, la galleria Martano a Torino, la galleria Milano, la Trentadue di Alfredo Paglione, la Bergamini, la Gian Ferrari, l’Annunciata, la Toninelli, la Permanente  e la Vinciana a Milano, la galleria Spriano a Omegna, la Civica galleria d'arte moderna di  Gallarate, le consentono di portare vivacità e novità anche in quegli ambienti culturali. Offre anche la sua collaborazione, dalla metà degli anni Sessanta, con le gallerie cremonesi La cornice e Ai Portici.
Nel 1969 collabora con Enrico Crispolti e Giorgio Di Genova alle rassegne annuali della ‘Galleria Due Mondi’ di Roma. In seguito, tra gli anni Settanta e Ottanta, diviene l'anima di altre due gallerie cremonesi specializzate nel contemporaneo, Il Poliedro e Il Triangolo, dove, forte dei suoi contatti con i critici di spicco del panorama nazionale (Marco Valsecchi, Renato Barilli, Giovanni Testori, Lea Vergine Lorenza Trucchi, Umbro Apollonio, Mario De Micheli, Giulio Carlo Argan, Francesco Arcangeli, Rodolfo Pallucchini, Mina Gregori e altri),  propone l'arte astratta, informale e arte concettuale.
Inoltre organizza mostre antologiche in S. Maria della Pietà, con relativo catalogo, per il Centro Culturale Città di Cremona. Per il Comune di Cremona e per il Circolo culturale per la Grafica Artistica promuove e allestisce La grafica degli scultori (1982), La grafica surrealista (1983), Gli artisti di Corrente (1984), La grafica dell'Astrattismo (1986), La figura umana nella grafica contemporanea e Omaggio a Domenico Cantatore (1988), un'intensa attività che attesta il suo interesse per la grafica e per artisti parzialmente o esclusivamente dediti alla grafica, come (Korompay, Renzo Sommaruga, De Vita, Crippa, Calandri, Anna Cingi, Enrico Della Torre, Galli, Franca Ghitti, Nanni, Saroni, Scheiwiller, Mario Benedetti, Gabriella Benedini e Sergio Tarquinio).

## Critica d'arte
Collabora alle seguenti riviste di critica d'arte.
- Bollettino della unione Storia ed Arte (1959-1961)
- Bollettino della Società di Belle Arti ed Esposizione permanente di Milano (1977-1979)
- Le Arti (1965-1976)[5], entrando a far parte della redazione
- NAC, Notiziario Arte Contemporanea, 1968[6]

Collabora anche con il quotidiano La Provincia di Cremona scrivendo oltre 250 recensioni e interviste nel periodo dal 1956 al 1988.

## Onorificenze
- Primo premio della Critica assegnato dall'Associazione internazionale dei critici d'arte (AICA) nel 1958 e 1960[8]
- Grande Ufficiale dell’Ordine al Merito della Repubblica

## Omaggi
- Premio Elda Fezzi, un’iniziativa dell’Associazione Artisti Cremonesi in collaborazione col Liceo Artistico Statale di Crema e Cremona volto a premiare un promettente allievo della scuola con una propria mostra personale presso l’Associazione. La prima edizione (settembre-ottobre 2002) premiò Marco Pagliardi.
- Mostra "Cinque pittori per Elda Fezzi" presso la Galleria Il Triangolo nel 1993 e la mostra "Attraverso l’immagine" in S. Maria della Pietà del 1995.
- Trentadue ex-libris e dieci testimonianze critiche per Elda Fezzi, Venezia, Centro internazionale della grafica, 1989.
- Elda Fezzi è ricordata nel Cimitero di Cremona con una stele collocata nel viale degli artisti, opera della scultrice Margherita Serra[9]

## Intitolazioni
- La città di Cremona le ha intitolato una strada[10]

## Biblioteca e archivio personale
La sua biblioteca, composta di 1410 titoli, è stata trasferita come Fondo Fezzi nella Biblioteca Statale e Libreria Civica di Cremona . Vi figurano, in particolare, i cataloghi di svariati padiglioni espositivi nazionali della Biennale per la quale ha steso recensioni, mentre le sue carte personali (1930-1988) sono state donate da Giuseppina Canesi, erede di Elda Fezzi nel 2008 all'Archivio di Stato di Cremona .

## Scritti
- Alexander Archipenko, Aleksandr Archipenko, a cura di Elda Fezzi, Milano, Fratelli Fabbri, 1966.
- Elda Fezzi, Luis Gonzales Robles e Maurizio Calvesi, Pittori moderni, pittori americani, indici, in Atlante della pittura, Novara, De Agostini, 1968.
- Renoir, Firenze, Sadea Sansoni, 1968,  p. 39.
- Renoir. L’opera completa di Renoir nel periodo impressionista, 1869-1983, Milano, Rizzoli, 1972,  p. 128.
- Umberto Boccioni, Umberto Boccioni. Disegni, a cura di Elda Fezzi, Milano, Martello, 1973.
- Elda Fezzi e Fiorella Minervino, Noa Noa e il primo viaggio a Tahiti di Paul Gauguin, Milano, Rizzoli, 1974.
- Henry Moore, Firenze, Sansoni, 1977,  p. 96.
- Biennale, nuova arte sovietica e dissenso, catalogo padiglione espositivo Biennale, in Bollettino della Società di Belle Arti ed Esposizione Permanente, 1977.
- Dalla natura all’arte, dall’arte alla natura, in Bollettino della Società di Belle Arti ed Esposizione Permanente, 1978.
- Paul Gauguin, Gauguin, a cura di Elda Fezzi, Milano, BUR arte, 1980.
- La città illustrata. Immagini e parole, in Cremona, lo stile di una città, Milano, Alma, 1982,  pp. 6-111.
- Bruno Rosa, Picasso. Periodo blu e rosa, a cura di Elda Fezzi, Marino Ferrari e Adriana Luisa Menghi, Gorle, Velar, 1988,  p. 138.
- Medardo Rosso. Scritti e pensieri, 1889-1927, Cremona, Turris, 1994,  p. 259, ISBN 887929041X, opera pubblicata postuma